# Jaron Ennis
Jaron Ennis (Filadelfia, 26 giugno 1997) è un pugile statunitense.
Soprannominato "Boots", detiene al momento il titolo dei pesi welter della rivista The Ring ed è stato fino al 2025 campione unificato della categoria, avendo detenuto il titolo WBA (Super) e del titolo IBF assieme ad esso.

## Carriera professionale
Ennis compie il suo debutto da professionista il 30 aprile 2016, sconfiggendo il connazionale Cory Muldrew per KO alla prima ripresa.

## Risultati
| No. | Risultato  | Record   | Avversario         | Metodo | Round   | Data              | Città         | Note |
| --- | ---------- | -------- | ------------------ | ------ | ------- | ----------------- | ------------- | --- |
| 35  | Vittoria   | 34-0 (1) | Eimantas Stanionis | RTD    | 6 (12)  | 12 aprile 2025    | Atlantic City | Difende il titolo IBF dei pesi welter; Vince il titolo WBA e il titolo vacante The Ring dei pesi welter |
| 34  | Vittoria   | 33–0 (1) | Karen Chukhadzhian | UD     | 12      | 9 novembre 2024   | Philadelphia  | Difende il titolo IBF dei pesi welter                                                                   |
| 33  | Vittoria   | 32–0 (1) | David Avanesyan    | RTD    | 5 (12)  | 13 luglio 2024    | Philadelphia  | Difende il titolo IBF dei pesi welter                                                                   |
| 32  | Vittoria   | 31–0 (1) | Roiman Villa       | KO     | 10 (12) | 8 luglio 2023     | Atlantic City | Difende il titolo IBF dei pesi welter                                                                   |
| 31  | Vittoria   | 30–0 (1) | Karen Chukhadzhian | UD     | 12      | 7 gennaio 2023    | Washington    | Vince il titolo vacante IBF dei pesi welter                                                             |
| 30  | Vittoria   | 29–0 (1) | Custio Clayton     | KO     | 2 (12)  | 14 maggio 2022    | Carson        | |
| 29  | Vittoria   | 28–0 (1) | Thomas Dulorme     | KO     | 1 (10)  | 30 ottobre 2021   | Paradise      | |
| 28  | Vittoria   | 27–0 (1) | Sergey Lipinets    | KO     | 6 (12)  | 10 aprile 2021    | Montville     | |
| 27  | No contest | 26–0 (1) | Chris van Heerden  | NC     | 1 (12)  | 19 dicembre 2020  | Montville     | Per il titolo vacante IBO; van Heerden subisce un taglio a causa di una testata accidentale             |
| 26  | Vittoria   | 26–0     | Juan Carlos Abreu  | TKO    | 6 (10)  | 19 settembre 2020 | Montville     | |
| 25  | Vittoria   | 25–0     | Bakhtiyar Eyubov   | TKO    | 4 (10)  | 10 gennaio 2020   | Flint         | |
| 24  | Vittoria   | 24–0     | Demian Fernandez   | TKO    | 3 (10)  | 5 ottobre 2019    | Atlantic City | |
| 23  | Vittoria   | 23–0     | Franklin Mamani    | RTD    | 1 (10)  | 23 agosto 2019    | Broken Arrow  | |
| 22  | Vittoria   | 22–0     | Raymond Serrano    | KO     | 2 (10)  | 16 novembre 2018  | Philadelphia  | |
| 21  | Vittoria   | 21–0     | Armando Alvarez    | TKO    | 3 (10)  | 20 luglio 2018    | Sloan         | Vince il titolo vacante WBC-USBNC Silver dei pesi welter                                                |
| 20  | Vittoria   | 20–0     | Mike Arnaoutis     | TKO    | 2 (10)  | 1 giugno 2018     | Atlantic City | |
| 19  | Vittoria   | 19–0     | Samuel Amoako      | TKO    | 1 (8)   | 14 aprile 2018    | Norfolk       | |
| 18  | Vittoria   | 18–0     | Gustavo Garibay    | TKO    | 4 (6)   | 26 gennaio 2018   | Philadelphia  | |
| 17  | Vittoria   | 17–0     | George Sosa        | KO     | 2 (8)   | 1 dicembre 2017   | Philadelphia  | |
| 16  | Vittoria   | 16–0     | Ayi Bruce          | TKO    | 1 (6)   | 14 ottobre 2017   | Springfield   | |
| 15  | Vittoria   | 15–0     | Lionel Jimenez     | KO     | 1 (6)   | 23 settembre 2017 | Hammond       | |
| 14  | Vittoria   | 14–0     | Ricardo Cano       | KO     | 1 (8)   | 12 agosto 2017    | Washington    | |
| 13  | Vittoria   | 13–0     | Robert Hill        | RTD    | 3 (6)   | 22 giugno 2017    | Durham        | |
| 12  | Vittoria   | 12–0     | Wilfredo Acuña     | KO     | 1 (6)   | 2 giugno 2017     | Philadelphia  | |
| 11  | Vittoria   | 11–0     | Eduardo Flores     | TKO    | 4 (6)   | 13 maggio 2017    | Norfolk       | |
| 10  | Vittoria   | 10–0     | James Winchester   | UD     | 6       | 31 marzo 2017     | Philadelphia  | |
| 9   | Vittoria   | 9–0      | Elvin Perez        | KO     | 1 (6)   | 28 gennaio 2017   | Philadelphia  | |
| 8   | Vittoria   | 8–0      | Marcus Beckford    | TKO    | 6 (6)   | 16 dicembre 2016  | Philadelphia  | |
| 7   | Vittoria   | 7–0      | Chris Alexander    | RTD    | 4 (6)   | 11 novembre 2016  | Philadelphia  | |
| 6   | Vittoria   | 6–0      | Eddie Diaz         | UD     | 4       | 15 settembre 2016 | Philadelphia  | |
| 5   | Vittoria   | 5–0      | Matt Murphy        | KO     | 2 (4)   | 6 agosto 2016     | Bristol       | |
| 4   | Vittoria   | 4–0      | Tavorus Teague     | TKO    | 4 (4)   | 9 luglio 2016     | Rio Rancho    | |
| 3   | Vittoria   | 3–0      | Deshawn Debose     | KO     | 1 (4)   | 11 giugno 2016    | Springfield   | |
| 2   | Vittoria   | 2–0      | Luis Ramos         | TKO    | 1 (4)   | 14 maggio 2016    | Philadelphia  | |
| 1   | Vittoria   | 1–0      | Cory Muldrew       | KO     | 1 (4)   | 30 aprile 2016    | St. George    | Debutta tra i professionisti                                                                            |